# Nancy Gates
Nancy Jane Gates (* 1. Februar 1926 in Dallas, Texas; † 24. März 2019 in Los Angeles, Kalifornien) war eine US-amerikanische Schauspielerin. In ihrer von 1942 bis 1969 andauernden Karriere war Gates in insgesamt 34 Filmproduktionen sowie mehreren Dutzend Fernsehserien zu sehen. Ihre bekanntesten Rollen spielte sie 1954 als weibliche Hauptdarstellerin an der Seite von Frank Sinatra im Film noir Der Attentäter sowie abermals 1958 in Verdammt sind sie alle.

## Leben
Nancy Gates wurde am 1. Februar 1926 in Dallas geboren und wuchs in Denton auf. Bereits als Kind wirkte sie bei Schulaufführungen und Theaterstücken mit, darunter im Alter von vier Jahren bei der Texas College Band sowie 1932 bei der Denton Kiddie Revue. 1935 war sie im Stück A Kiss for Cinderella an der Seite von Brenda Marshall sowie in einer weiteren Aufführung mit Ann Sheridan in Denton zu sehen. Noch während ihrer Zeit an der Denton High School hatte die damals dreizehnjährige Gates außerdem eine eigene Radiosendung bei UCLA in Dallas.
Bereits mit fünfzehn Jahren erhielt Gates einen Vertrag bei RKO Pictures. Ihre erste kleine Filmrolle hatte sie 1942 in The Tuttles of Tahiti. Sie war außerdem eine der von Orson Welles ausgewählten Kandidatinnen für die Rolle der Lucy Morgan in Der Glanz des Hauses Amberson und wurde für einen Filmtest ins Studio eingeladen. Obwohl letztendlich Anne Baxter diese Rolle erhielt und Gates nur in einer Statistenrolle zu sehen war verhalf ihr das Casting zu weiteren Filmangeboten. Bereits im selben Jahr hatte sie ihre erste größere Rolle in The Great Gildersleeve. Am Anfang ihrer Karriere spielte Gates vorwiegend in sogenannten B-Movies mit, die meisten davon Western oder Science-Fiction-Filme. Während des Zweiten Weltkriegs war sie zudem auch in Propagandafilmen wie Hitler’s Children und Dies ist mein Land mit Maureen O’Hara zu sehen. 1945 spielte Gates erneut an der Seite von O’Hara im Piratenfilm Die Seeteufel von Cartagena sowie 1952 ein drittes Mal im Abenteuerfilm Die Söhne der drei Musketiere. Im selben Jahr folgte ein Auftritt im Thriller Die Stadt der tausend Gefahren.
In ihrer späteren Laufbahn folgten nach kleinen Nebenrollen in großen Hollywood-Produktionen auch wichtige Neben- oder Hauptrollen, darunter in Der Attentäter von 1954 sowie Verdammt sind sie alle von 1958. In beiden Filmen spielte Frank Sinatra die Hauptrolle. Da Gates in Der Attentäter die weibliche Hauptrolle als Sinatras Filmpartnerin spielte gilt dies als ihr bekanntester Filmauftritt. Eine weitere Hauptrolle hatte sie 1956 im Science-Fiction-Film Planet des Grauens.
Im Laufe ihrer Karriere spielte Gates in insgesamt 34 Filmen mit. Sie trat außerdem als Gaststar in einer Vielzahl von Fernsehserien auf, darunter in drei Folgen von Perry Mason, zwei Folgen von Alfred Hitchcock präsentiert und Maverick sowie Einzelauftritte in Die Leute von der Shiloh Ranch und Bonanza. 1969 beendete sie schließlich ihre Schauspielkarriere zugunsten ihrer Familie.
Gates war seit dem 17. Mai 1948 mit dem ehemaligen Flugkapitän und Manager J. William Hayes verheiratet. Das Paar bekam vier Kinder, von denen zwei (Jeffrey M. Hayes und Chip Hayes) Filmproduzenten wurden. Hayes starb 1992. Nancy Gates lebte seit den 1990er Jahren in Los Angeles. Dort starb sie am 24. März 2019 im Alter von 93 Jahren.

## Filmografie (Auswahl)

### Filme
- 1942: The Tuttles of Tahiti
- 1942: Der Glanz des Hauses Amberson (The Magnificent Ambersons, nicht im Abspann genannt)
- 1942: The Great Gildersleeve
- 1943: Hitler’s Children
- 1943: Dies ist mein Land (This Land Is Mine)
- 1944: The Master Race
- 1944: Nevada
- 1945: Die Seeteufel von Cartagena (The Spanish Main)
- 1947: Fuzzy der Teufelskerl (Cheyenne Takes Over)
- 1949: Roll, Thunder, Roll!
- 1952: Die größte Schau der Welt (The Greatest Show on Earth, nicht im Abspann genannt)
- 1952: Die Söhne der drei Musketiere (At Sword's Point)
- 1952: Die Stadt der tausend Gefahren (The Atomic City)
- 1952: Das Mädchen Frankie (The Member of the Wedding)
- 1953: Target Hong Kong
- 1953: Herzen im Fieber (Torch Song)
- 1954: Gangster, Spieler und ein Sheriff (Masterson of Kansas)
- 1954: Razzia im Chinesenviertel (Hell’s Half Acre)
- 1954: Der Attentäter (Suddenly)
- 1955: No Man’s Woman
- 1955: Einer gegen alle (Stranger on Horseback)
- 1955: Fluggeschwader LB 17 greift ein (Top of the World)
- 1956: Planet des Grauens (World Without End)
- 1956: Gefangene des Stroms (The Bottom of the Bottle)
- 1956: Wetbacks
- 1956: The Search for Bridey Murphy
- 1956: Magnificent Roughnecks
- 1956: Duell im Sattel (The Brass Legend)
- 1956: Death of a Scoundrel
- 1958: The Rawhide Trail
- 1958: Verdammt sind sie alle (Some Came Running)
- 1959: Drauf und dran (The Gunfight at Dodge City)
- 1960: Einer gibt nicht auf (Comanche Station)

### Fernsehserien
- 1955–1956: Alfred Hitchcock präsentiert (Alfred Hitchcock Presents, 2 Folgen)
- 1957–1965: Perry Mason (3 Folgen)
- 1958–1959: Maverick (2 Folgen)
- 1959: 77 Sunset Strip (Folge 1x16)
- 1959: Bronco (Folge 2x04)
- 1960: Hawaiian Eye (Folge 1x17)
- 1960: Am Fuß der blauen Berge (Laramie, Folge 1x20)
- 1961: Kein Fall für FBI (The Detectives, Folge 3x04)
- 1962: Rauchende Colts (Gunsmoke, Folge 7x33)
- 1964: Die Leute von der Shiloh Ranch (The Virginian, Folge 3x13)
- 1965: Tausend Meilen Staub (Rawhide, Folge 8x08)
- 1966: Bonanza (Folge 7x24)